# Собор Непорочного Зачатия Пресвятой Девы Марии (Уагадугу)

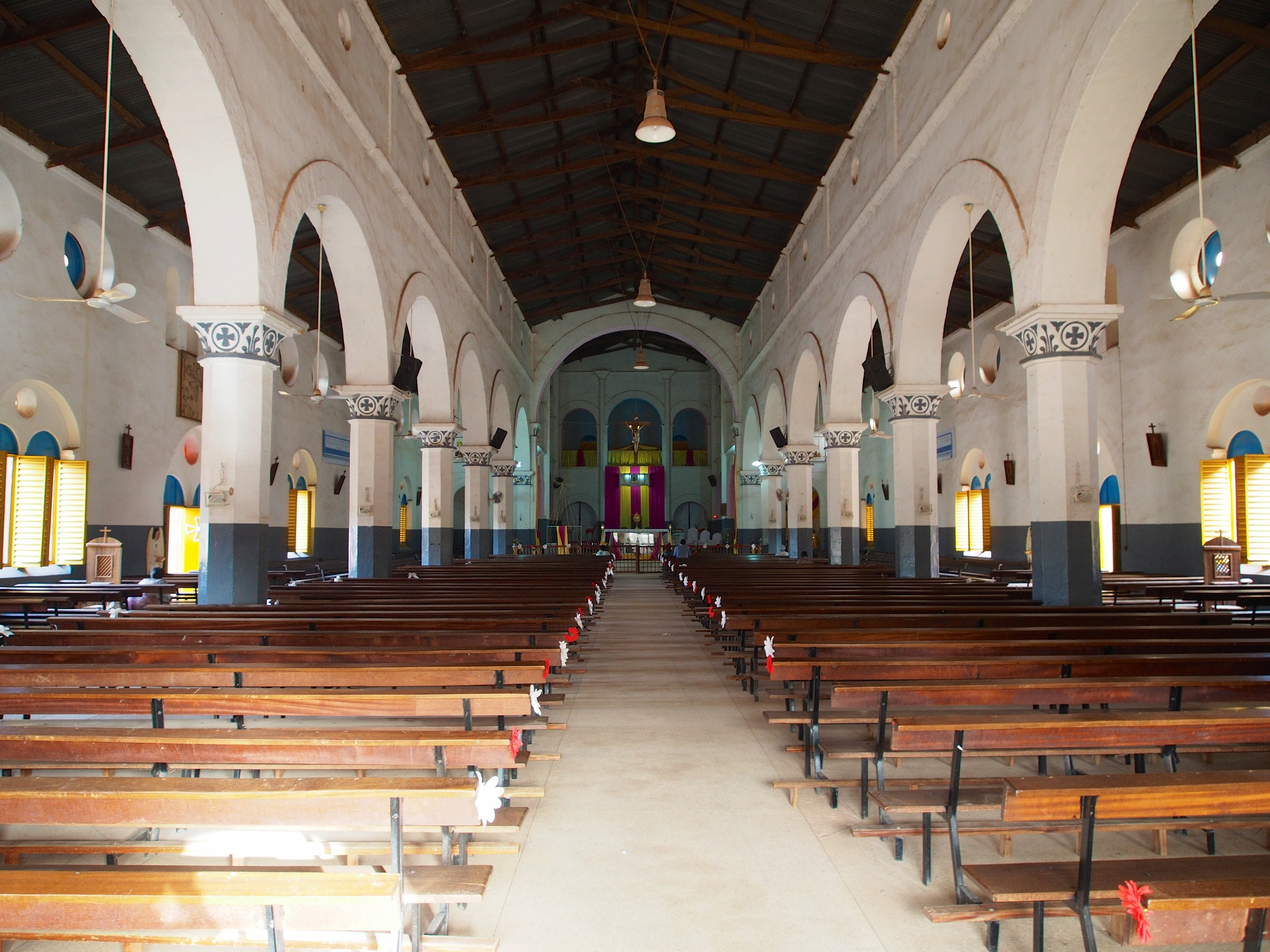
Внутренний интерьер собора

Церковь Непорочного Зачатия Пресвятой Девы Марии (фр. Cathédrale de l’Immaculée Conception) — католическая церковь в городе Уагадугу, Буркина-Фасо. Церковь является кафедральным собором католической архиепархии Уагадугу. Один из крупнейших католических соборов в Западной Африке.

## История
Церковь Непорочного Зачатия Пресвятой Девы Марии была построена в 1936 году. При строительстве был применён материал, характерный для данного региона. Архитектура храма сочетает европейский романский стиль с элементами западно-африканской архитектуры. Форма базилики напоминает за́мок. Фасад включает в себя тройной портал, обрамлённый двумя массивными недостроенными башнями разной высоты (они так и не получили первоначально запланированных шпилей).
В 1955 году, после учреждения архиепархии Уагадугу церковь стала кафедральным собором епархии.